# Milejczyce
Milejczyce (ukr. Мілейчиці / Milejczyci, biał. Мілейчыцы / Milejczycy) – wieś (dawniej miasto) w Polsce położona na Wysoczyźnie Drohiczyńskiej, w województwie podlaskim, w powiecie siemiatyckim, w gminie Milejczyce.
Miejscowość jest siedzibą gminy Milejczyce, a także rzymskokatolickiej parafii św. Stanisława należącej do dekanatu Siemiatycze oraz prawosławnej parafii św. Barbary należącej do dekanatu Kleszczele.
Miasto królewskie lokowane w 1516 roku, położone było w powiecie brzeskolitewskim województwa brzeskolitewskiego. Miasto ekonomii brzeskiej w drugiej połowie XVII wieku. Zdegradowane w 1897 roku. W latach 1954–1972 wieś należała i była siedzibą władz gromady Milejczyce. W latach 1975–1998 miejscowość administracyjnie należała do województwa białostockiego.
W miejscowości znajduje się jedyna w gminie szkoła – oddany do użytku w 1954 Zespół Szkół w Milejczycach.

## Historia
Osada istniała już w XV wieku.
W 1516 Milejczyce otrzymały miejskie prawo magdeburskie z rąk króla Polski Zygmunta I Starego, który kazał tu zbudować stację królewską, natomiast w 1529 powstała parafia katolicka. Według lustracji z 1566 istniał tu kościół rzymskokatolicki św. Stanisława, dwie cerkwie prawosławne św. Barbary i św. Mikołaja, dwór królewskiego starosty i 25 karczm. W tym roku miasto włączono do województwa podlaskiego. W 1588 miasto weszło w skład dóbr stołowych króla Polski ekonomii brzeskiej. W 1596 r. zawarta zostaje Unia brzeska, której postanowienia zmuszone są przyjąć miejscowe parafie prawosławne, stając się od tej pory parafiami unickimi.
W 1657 nastąpiło spalenie kościoła przez wojska moskiewskie, a w 1740 rozpoczęto budowę nowego drewnianego kościoła katolickiego św. Stanisława z dzwonnicą. Wzmianka o planowanej budowie ratusza pojawiła się w 1744. W 1809 Stanisław Szantyr założył szkółkę parafialną.
W 1839 synod w Połocku, którego decyzje potwierdził następnie car, oficjalnie zlikwidował Kościół unicki na ziemiach dawnej Rzeczypospolitej i włączył jego struktury do Rosyjskiego Kościoła Prawosławnego. W 1857 wybudowano pierwszą drewnianą synagogę. W 1865 roku władze rosyjskie zamknęły kościół i zamieniły na cerkiew. W 1900 została zbudowana cerkiew prawosławna. Po I wojnie światowej miejscowość straciła prawa miejskie. W czasie wojny polsko-bolszewickiej (1920), Milejczyce liczyły nieco ponad 1200 mieszkańców.
20 sierpnia 1920 roku pod Milejczycami 16 pułk ułanów mjr. Ludwika Kmicic-Skrzyńskiego z 4 Brygady Jazdy zniszczył uderzeniową grupę artylerii ciężkiej Armii Czerwonej. Ułani zdobyli wszystkie działa (24 armaty i 13 haubic). Według danych sowieckich straty ich grupy wyniosły 49 dowódców i 1613 żołnierzy oraz 1441 koni (przed walką grupa liczyła 3155 żołnierzy i 1729 koni).
W okresie międzywojennym miejscowość była letniskiem ludności żydowskiej z 2085 mieszkańcami (ponad 40% stanowili Żydzi). W 1927 wybudowano synagogę.
W latach 1939–1941 wieś znajdowała się pod okupacją radziecką a od 22 czerwca 1941 do 1944 pod okupacją niemiecką. W sierpniu 1941 Niemcy utworzyli w Milejczycach getto dla ludności żydowskiej. Ogółem mieszkało w nim ok. 1250 osób. Getto zlikwidowano 5 listopada 1942. Jego mieszkańców wywieziono do getta w Kleszczelach, a stamtąd do obozu zagłady w Treblince.
W 1944 r. wieś zajęta została przez Armię Czerwoną. Pozostałością po działaniach wojennych jest cmentarz żołnierzy radzieckich. W dniu 10 września 1945 roku szwadron Zygmunt z Brygady Wileńskiej AK rozbroił posterunek milicji i zniszczył akta w urzędzie gminy. W 1959 roku znaczną część miejscowości zniszczył pożar.

## Demografia
Według Powszechnego Spisu Ludności z 1921 roku wieś zamieszkiwało 1.180 osób, wśród których 32 było wyznania rzymskokatolickiego, 500 prawosławnego a 648 mojżeszowego. Jednocześnie 499 mieszkańców zadeklarowało polską przynależność narodową, 241 białoruską a 440 żydowską. Było tu 224 budynki mieszkalne.

## Zabytki

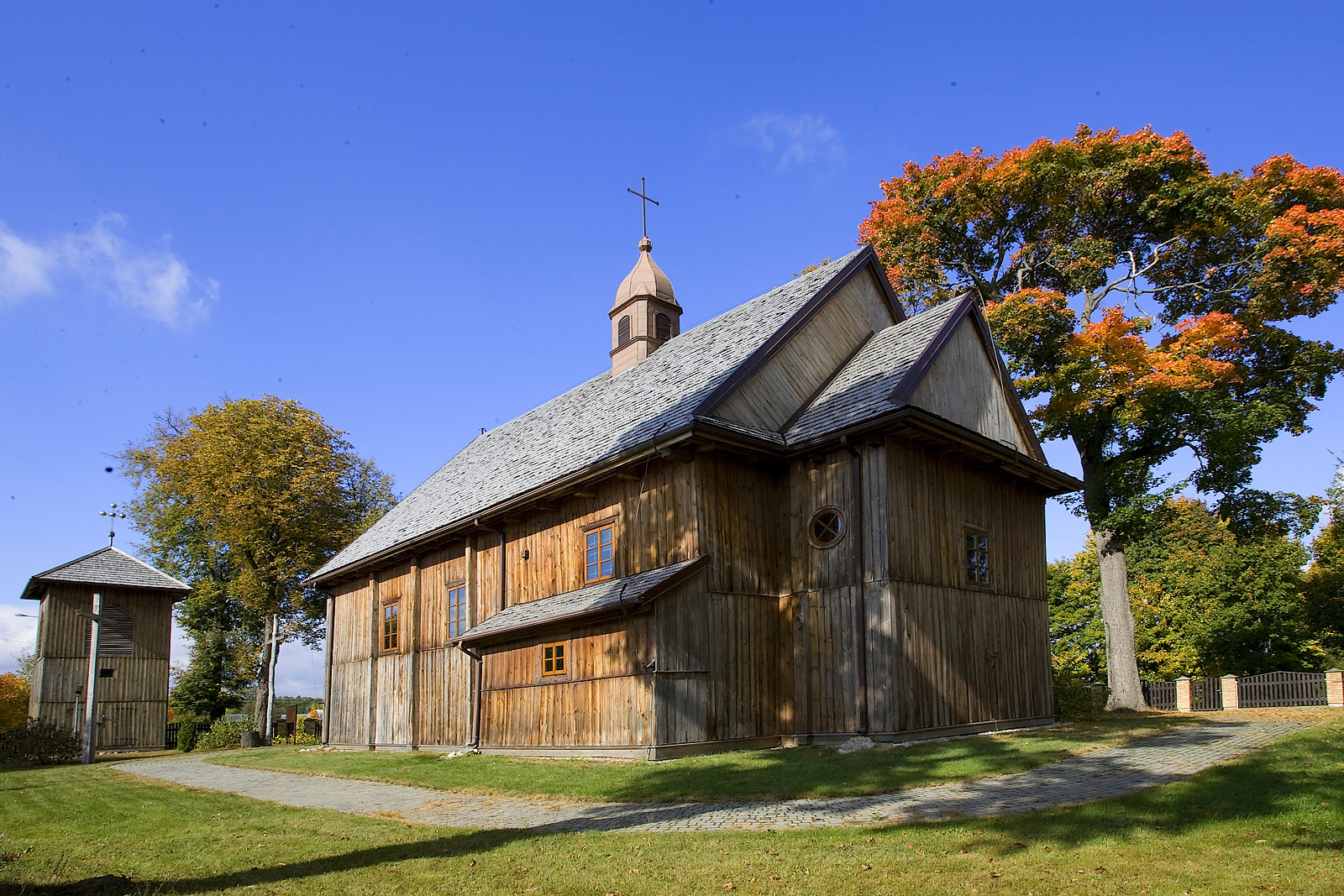
Kościół św. Stanisława

- Rzymskokatolicki kościół parafialny św. Stanisława z 1740 r. – orientowany, drewniany o konstrukcji zrębowej. Wzniesiony na miejscu wcześniejszego. W 1858 r. wzmocniony lisicami. Zamknięty przez zaborcę rosyjskiego w 1865 r. i zamieniony na cerkiew, odzyskany przez katolików w roku 1917. Jednokalenicowy dach obejmuje nawę, prezbiterium i zakrystie z lożami kolatorskimi na piętrze. Wnętrze nakryte jest stopem i pozornym sklepieniem kolebkowym w prezbiterium. We wnętrzu znajdują się barokowe ołtarze wykonane przed 1744 rokiem. Przy kościele znajduje się dzwonnica drewniana[12] z 1740 r. o konstrukcji szkieletowej.
- Parafialna cerkiew prawosławna pod wezwaniem św. Barbary z 1900 r. Drewniana, orientowana. Ikonostas z ok. 1900 r. z dwiema barokowymi ikonami. Zbudowana wg urzędowego rosyjskiego projektu, zrębowa, z kwadratową nawą, nakryta dachem namiotowym z latarnią.
- Cerkiew cmentarna pod wezwaniem św. Mikołaja z końca XIX w. Drewniana, orientowana, położona na cmentarzu prawosławno-katolickim z XIX w.
- Synagoga z 1927 r. (po II wojnie światowej kino, obecnie zamknięte) w miejscu poprzedniej z 1857 r. Murowana z cegły, na planie prostokąta, nietynkowana. Na elewacji pd. gwiazda Dawida i data budowy.
- Cmentarz żydowski

## Galeria

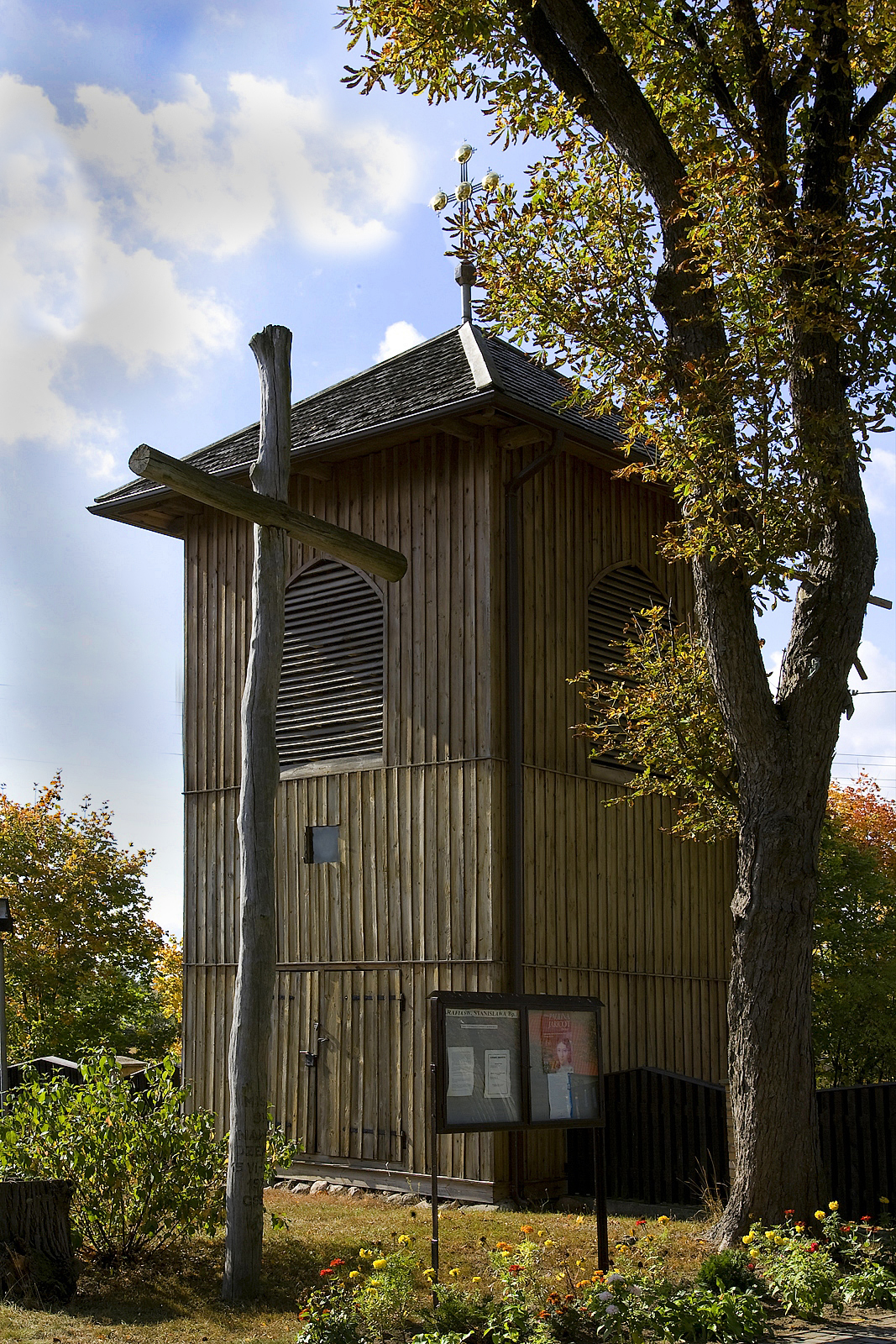
Dzwonnica przy kościele św. Stanisława
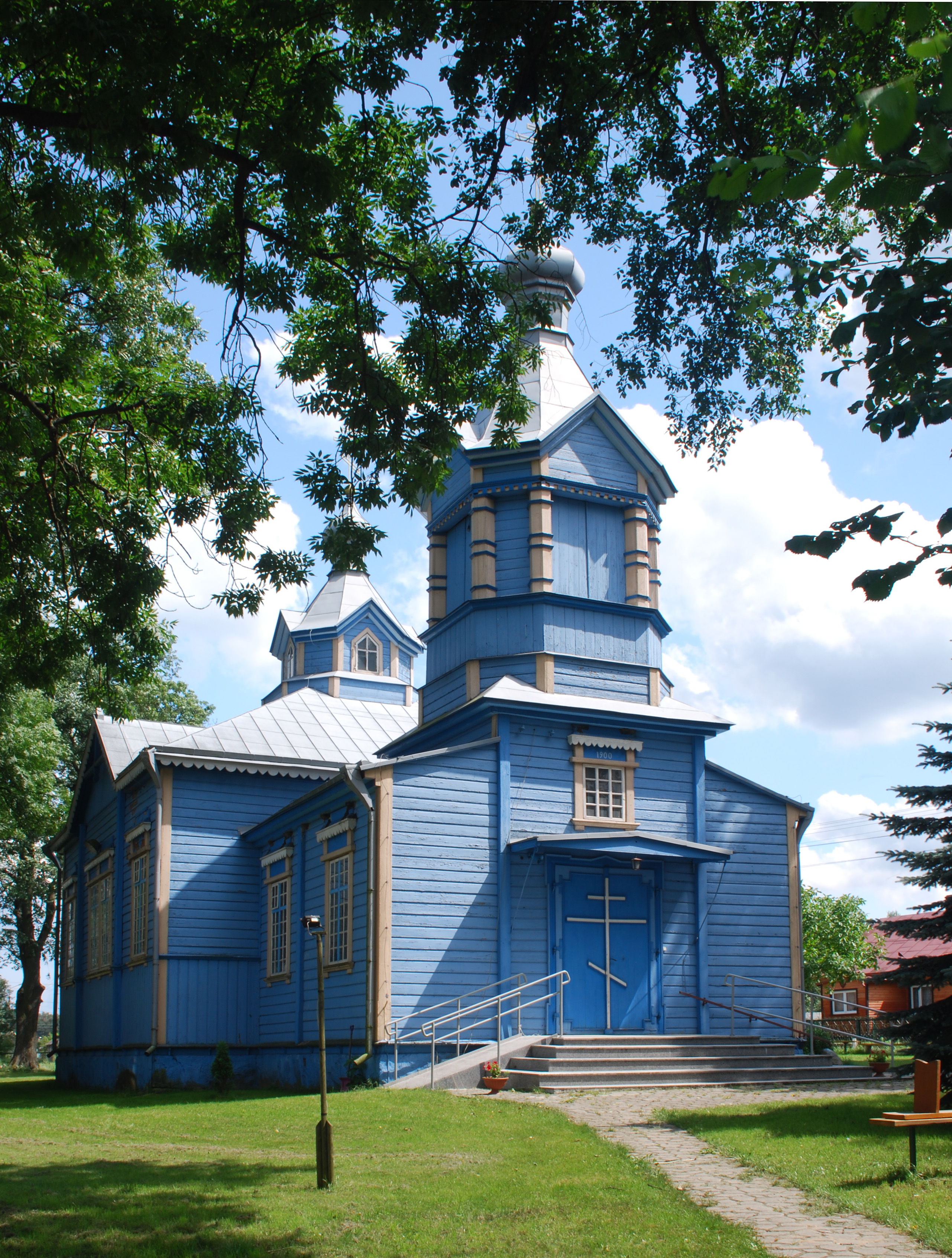
Cerkiew św. Barbary
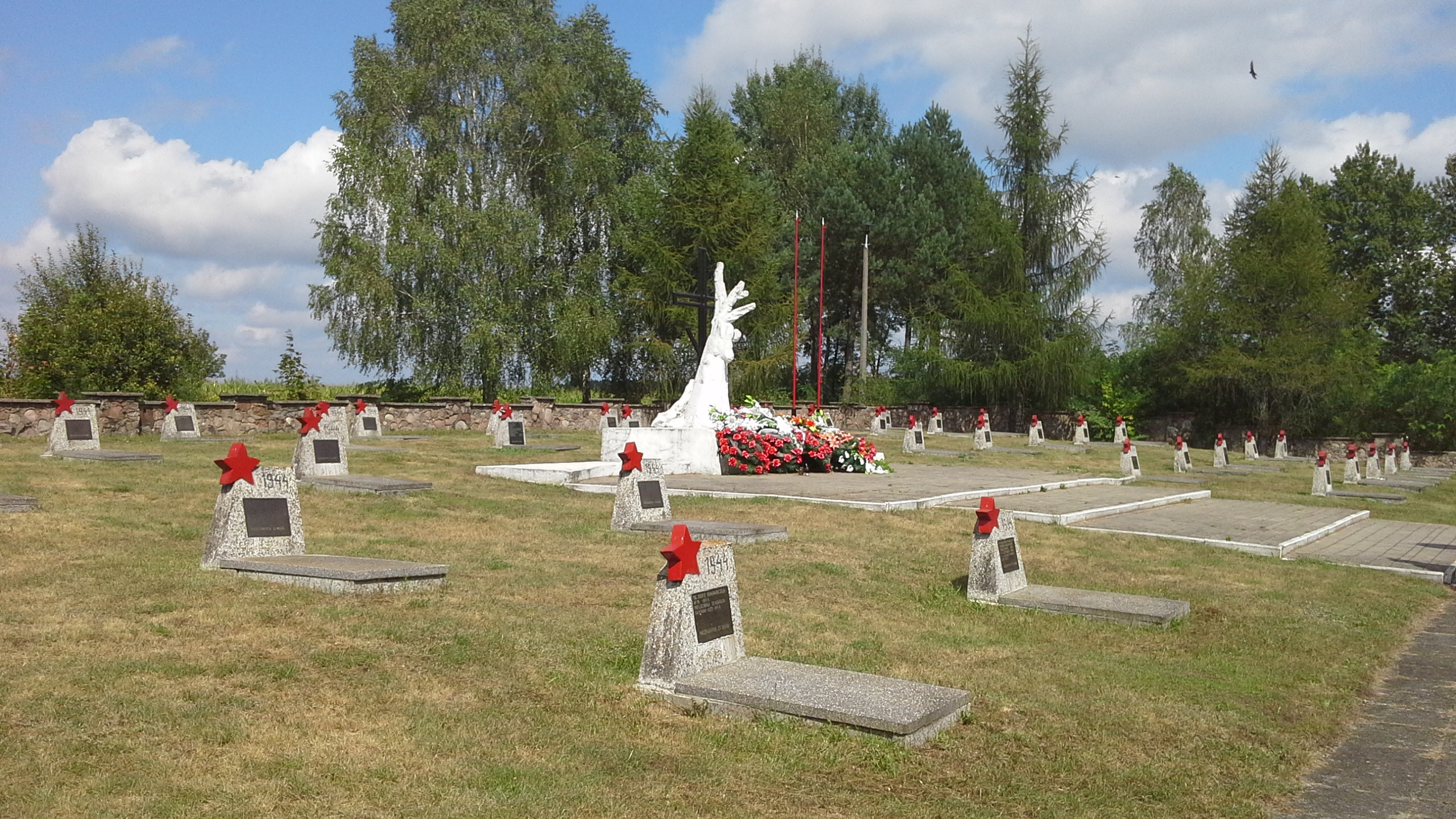
Cmentarz żołnierzy radzieckich z II wojny światowej
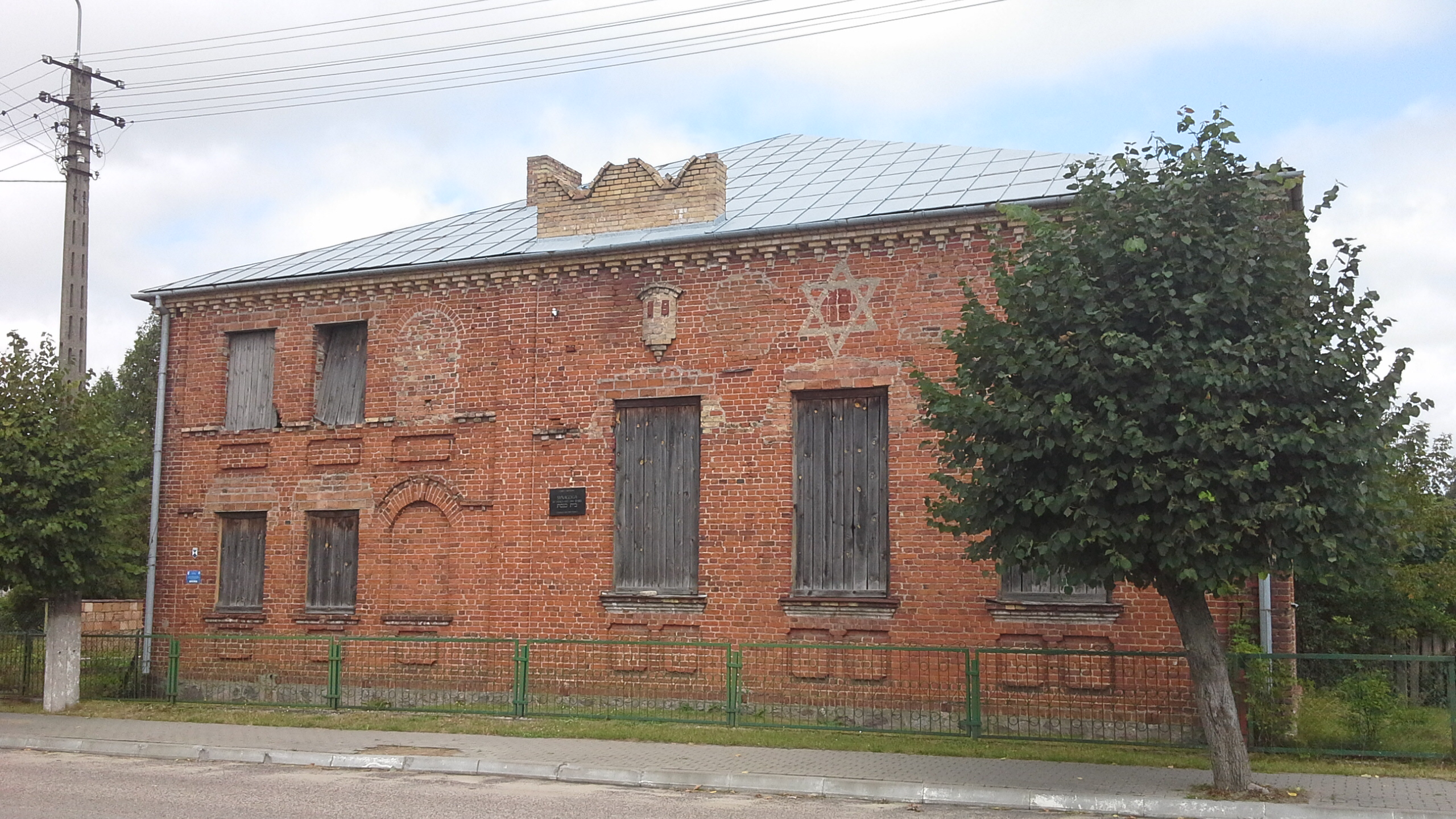
Synagoga
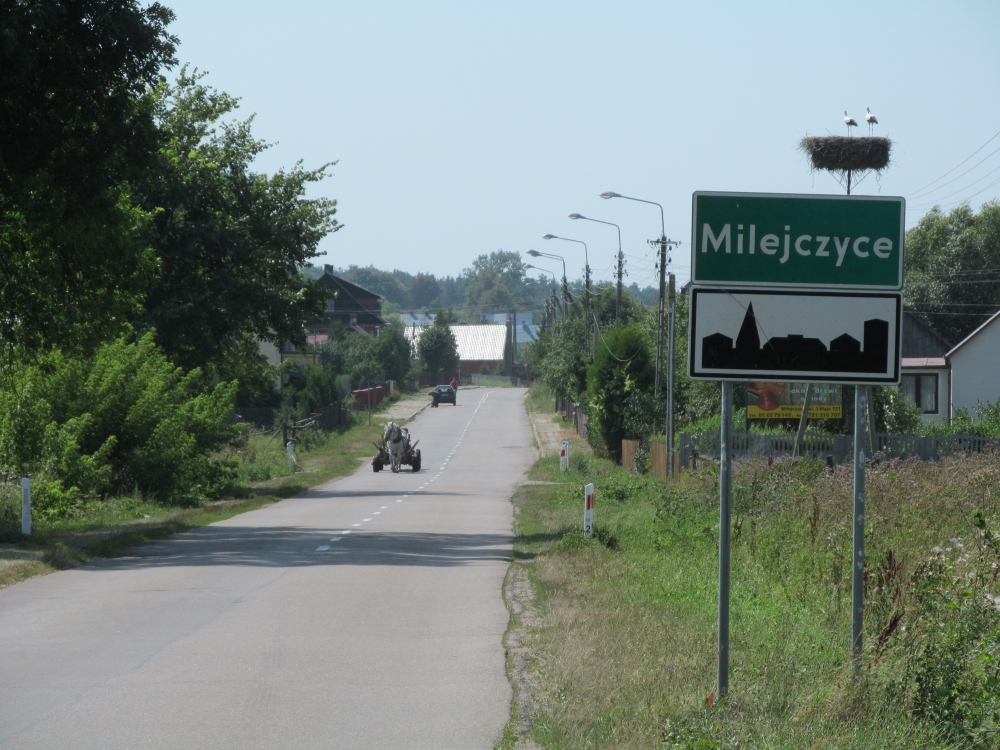
Widok od strony Nowosiółek